# Mollet de Peralada
Mollet o Mollet de Perelada (en catalán y oficialmente Mollet de Peralada) es un municipio y localidad española de la provincia de Gerona, en la comunidad autónoma de Cataluña. El término municipal, ubicado en la comarca del Alto Ampurdán, tiene una población de 215 habitantes (INE 2024).

## Geografía
Conocido también como Mollet del Ampurdán, está situado a los pies de la sierra de la Albera. Sus cultivos son de secano principalmente la viña, cuyos vinos están bajo la denominación de origen Ampurdán.
Dispuesto sobre una pequeña elevación de terreno, el pueblo está alrededor de la iglesia románica de Sant Cebrià, antigua posesión del monasterio de Santa María de Vilabertrán, de una sola nave con ábside y modificado con capillas laterales.
El municipio comprende las entidades de población de Mollet de Peralada, Barri les Costes y Casaloca.

## Historia
Hasta la reforma de la nomenclatura municipal de 1916 el municipio se llamaba simplemente Mollet. En dicha fecha su nombre fue modificado por el de Mollet de Peralada.

## Demografía
Mollet cuenta con una población de 215 habitantes (INE 2024).
| Gráfica de evolución demográfica de Mollet entre 1842 y 2021 |
| |
| Población de derecho según los censos de población del INE Población de hecho según los censos de población del INEEn estos censos se denominaba Mollet cerca de Perelada: 1842, 1857, 1860, 1877, 1887, 1897, 1900 y 1910 Entre el censo de 1857 y el anterior, crece el término del municipio porque incorpora a Las Costas |

| 1497 | 1515 | 1553 | 1717 | 1787 | 1857 | 1877 | 1887 | 1900 |
| ---- | ---- | ---- | ---- | ---- | ---- | ---- | ---- | ---- |
| 13   | 26   | 28   | 122  | 173  | 453  | 485  | 403  | 343  |

| 1910 | 1920 | 1930 | 1940 | 1950 | 1960 | 1970 | 1981 | 1990 |
| ---- | ---- | ---- | ---- | ---- | ---- | ---- | ---- | ---- |
| 366  | 364  | 305  | 308  | 288  | 248  | 233  | 177  | 164  |

| 1992 | 1994 | 1996 | 1998 | 2000 | 2002 | 2004 | 2006 | — |
| ---- | ---- | ---- | ---- | ---- | ---- | ---- | ---- | - |
| 180  | 184  | 183  | 180  | 189  | 190  | 174  | 172  | — |

## Patrimonio
- Iglesia parroquial de Sant Cebrià del siglo XII
- Iglesia de Sant Joan Degollaci del siglo XVIII.